# Kiruna FF
Kiruna FF (KFF), Kiruna Fotbollförening, är en fotbollsklubb från Kiruna i Sverige. Kiruna FF bildades den 21 december 1970 genom en sammanslagning av klubbarna Kiruna AIF, IFK Kiruna, Kebnekaise IK och Kiruna BK.
År 1988 vann herrlaget division 2 norra och därmed inleddes klubbens storhetstid, med spel i division 1 norra 1989-1992 och 1994. Klubbens främsta merit är segern i division 1 norra 1991 och det därpå följande spelet i kvalsvenskan, där man dock hamnade på sista plats. Sommaren 1992 deltog man i Intertotocupen i samma grupp som ŠK Slovan Bratislava (Slovakien), Vác FC (Ungern) och Aarhus GF (Danmark). KFF slutade sist i grupp sju med 2 inspelade poäng efter två oavgjorda matcher, båda mot Aarhus.
Alltsedan 1984 har man spelat i Sveriges andra eller tredje division, och 2006 var inget undantag, då Kiruna FF:s spelade i nya division 1 norra. 2007-2008 spelade man i div 2, 2009-2012 i div 3.
Säsongen 2019 spelar herrlaget i Division 3 och damlaget i Division 2.

## Spelare

### Spelartruppen
| Nr | Land    | Pos | Namn             |
| -- | ------- | --- | ---------------- |
| 1  | Kanada  | MV  | Hayden Weys      |
| 2  | Sverige | MF  | Azamat Ismoilov  |
| 3  | Nigeria | F   | Tosin Abayomi    |
| 4  | Sverige | F   | August Niemi     |
| 5  | Sverige | F   | David Baez       |
| 6  | Sverige | F   | Dencil Nanuseb   |
| 7  | Sverige | MF  | Fredrik Ahlander |
| 8  | Sverige | A   | Amor Ben Hariz   |
| 9  | England | A   | Adam Johnson     |
| 10 | Sverige | MF  | Tobias Stridsman |
| 11 | Sverige | A   | Ya Alhassan      |
| 12 | Sverige | F   | Emil Björnström  |
| 13 | Sverige | F   | Remy Lufakalyo   |
| 14 | Uganda  | A   | Patrick Mulyanti |

| Nr | Land    | Pos | Namn                     |
| -- | ------- | --- | ------------------------ |
| 15 | Sverige | MF  | Brendton Nanuseb         |
| 16 | USA     | A   | Gibson Bardsley          |
| 17 | Sverige | MF  | Elias Johansson          |
| 18 | Sverige | F   | Henrik Johansson         |
| 19 | Sverige | MF  | Daniyal Qorbani          |
| 21 | Sverige | MV  | Emil Siljegren           |
| 24 | Sverige | MF  | Gustav Pokka             |
| 25 | Sverige | F   | Khaled Hassan Ali        |
| -  | Sverige | A   | Amir Hossein Heydarinia  |
| -  | Sverige | A   | Ennock Lufakalyo         |
| -  | Sverige | A   | Marwaan Mustafa Mohammed |
| -  | Sverige | F   | Petter Mikko             |
| -  | Sverige | A   | Rahmat Babaei            |
| -  | Sverige | F   | Samuel Hannu             |

### Fotnoter
1. ↑  ”Eldsjäl i Kiruna hedersordförande” (på svenska). Norrländska socialdemokraten. 22 mars 2008. http://www.nsd.se/nyheter/?articleid=ArticleId3613687. Läst 3 april 2017.
2. ↑  ”Truppen”. Kiruna FF. https://www.svenskalag.se/kirunaffherr/truppen. Läst 19 april 2022.